# Amt Unteres Dahmeland
Das Amt Unteres Dahmeland war ein 1992 gebildetes Amt im Land Brandenburg, in dem sich sechs Gemeinden im damaligen Kreis Königs Wusterhausen (heute Landkreis Dahme-Spreewald, Brandenburg) zu einem Verwaltungsverbund zusammengeschlossen hatten. Sitz der Amtsverwaltung war in der Stadt Königs Wusterhausen. Das Amt Unteres Dahmeland wurde 2003 aufgelöst, die amtsangehörigen Gemeinden durch das Sechste Gesetz zur landesweiten Gemeindegebietsreform in die Stadt Königs Wusterhausen eingegliedert.

## Geographische Lage
Das  Amt Unteres Dahmeland grenzte im Norden an den Berliner Bezirk Treptow-Köpenick, im Osten an das Amt Spreenhagen, im Südosten an das Amt Friedersdorf, im Süden an die Stadt Königs Wusterhausen und im Westen an die amtsfreien Gemeinden Wildau und Zeuthen.

## Geschichte
Am 9. Juli 1992 erteilte der Minister des Innern des Landes Brandenburg seine Zustimmung zur Bildung des Amtes Unteres Dahmeland. Als Zeitpunkt des Zustandekommens des Amtes wurde der 21. Juli 1992 festgelegt. Das Amt hatte seinen Sitz in der Stadt Königs Wusterhausen und bestand zunächst aus sechs Gemeinden im damaligen Kreis Königs Wusterhausen:
1. Kablow
2. Niederlehme
3. Senzig
4. Zeesen
5. Zernsdorf
6. Wernsdorf

Zum 26. Oktober 2003 wurden die Gemeinden Kablow, Niederlehme, Senzig, Wernsdorf, Zeesen und Zernsdorf per Gesetz in die Stadt Königs Wusterhausen eingegliedert. Das Amt Unteres Dahmeland wurde aufgelöst.
Die Gemeinden Kablow, Wernsdorf und Zernsdorf legten Kommunalverfassungsbeschwerde beim Verfassungsgericht des Landes Brandenburg ein, der stattgegeben wurde. Das Verfassungsgericht räumte dem Gesetzgeber jedoch eine Frist bis 2006 ein, um eine Neuregelung zu treffen. Am 29. Juni 2004 verabschiedete der Landtag nach dem Bericht und der Beschlussempfehlung des Innenausschusses das Bestätigungsgesetz. Die erneuten Verfassungsbeschwerden wurden teils verworfen, im Übrigen zurückgewiesen.

## Amtsdirektor
Erster Amtsdirektor war Karl Schulze. Im Oktober 2001 wurde Paul Steiner Amtsdirektor und blieb es bis zur Auflösung des Amtes.

## Belege
1. ↑  
Bildung der Ämter Vetschau, Schlieben, Angermünde-Land, Grünheide, Großräschen, Lübbenau, Unteres Dahmeland und Calau. Bekanntmachung des Ministers des Innern vom 30. Juni 1992. Amtsblatt für Brandenburg - Gemeinsames Ministerialblatt für das Land Brandenburg, 3. Jahrgang, Nummer 54, 31. Juli 1992, S. 968/9.
2. ↑  
Sechstes Gesetz zur landesweiten Gemeindegebietsreform betreffend die Landkreise Dahme-Spreewald, Elbe-Elster, Oberspreewald-Lausitz, Oder-Spree und Spree-Neiße (6.GemGebRefGBbg) vom 24. März 2003, Gesetz- und Verordnungsblatt für das Land Brandenburg, I (Gesetze), 2003, Nr. 05, S. 93
3. ↑  
Kommunalverfassungsbeschwerde der Gemeinde Kablow gegen ihre Eingliederung in die Stadt Königs Wusterhausen. VerfGBbg, Beschluss vom 18.08.2005 - VfGBbg 1/05 EA -, www.verfassungsgericht.brandenburg.de
4. ↑  
Kommunalverfassungsbeschwerde der Gemeinde Wernsdorf gegen ihre Eingliederung in die Stadt Königs Wusterhausen. VerfGBbg, Beschluss vom 24.06.2004 - VfGBbg 20/03 -, www.verfassungsgericht.brandenburg.de
5. ↑  
Kommunalverfassungsbeschwerde der Gemeinde Zernsdorf gegen ihre Eingliederung in die Stadt Königs Wusterhausen. VerfGBbg, Beschluss vom 18.09.2003 - VfGBbg 37/03 - www.verfassungsgericht.brandenburg.de
6. ↑  
Kommunales Verfassungsbeschwerde der Gemeinde Wernsdorf gegen ihre Eingliederung in die Stadt Königs Wusterhausen. VerfGBbg, Beschluss vom 16.03.2006 - VfGBbg 59/04 -, www.verfassungsgericht.brandenburg.de